# Rolgewricht

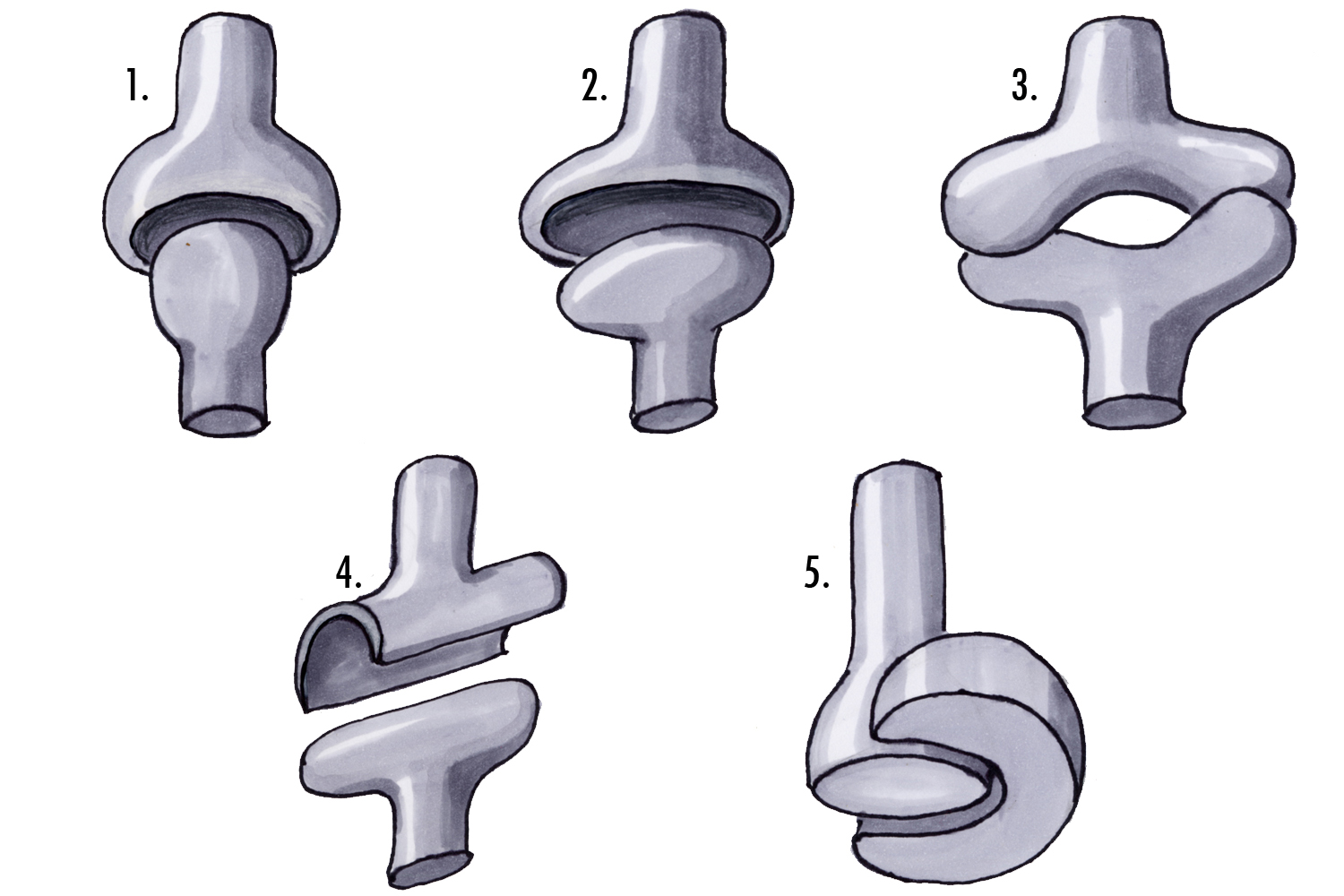
1. kogelgewricht
2. condyloïde gewricht
3. zadelgewricht
4. scharniergewricht
5. rolgewricht

Een rolgewricht is een gewricht waarin het mogelijk is dat de twee botten waar het gewricht tussen zit over elkaar rollen. Het is in feiten een cilindrische koppeling. De draaiing is slechts in één richting mogelijk.
Voorbeeld is het gewricht in de onderarm. Het spaakbeen en de ellepijp kunnen over elkaar rollen en daardoor kunnen de handen draaien.